# Jan Grabowski (Historiker)

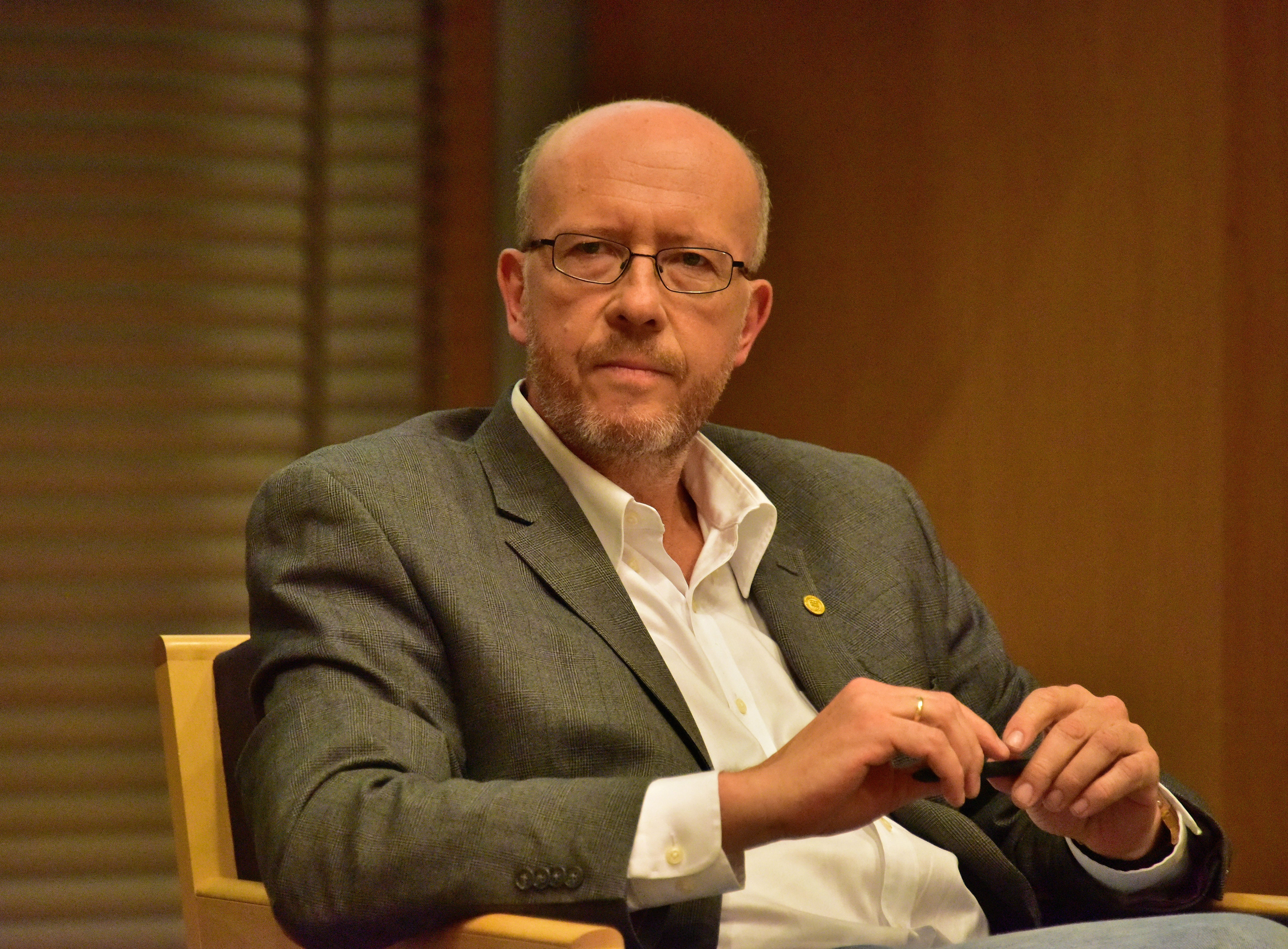
Jan Grabowski (2018)

Jan Grabowski (geboren 24. Juni 1962 in Warschau) ist ein polnischer Historiker, der in Kanada lehrt.

## Leben und Werk
Jan Grabowski ist der Sohn eines jüdischen Überlebenden des Holocaust und einer römisch-katholischen Mutter. Er studierte Geschichte an der Universität Warschau und erhielt dort 1986 einen Magister. 1994 wurde er an der Universität Montreal promoviert. Grabowski lehrt seither an der Universität Ottawa, wo er eine Professur erhielt. Außerdem arbeitet er am Centrum Badań nad Zagładą Żydów (Zentrum für Holocaustforschung) des Instituts für Philosophie und Soziologie der Polnischen Akademie der Wissenschaften.
Grabowski forscht zum Holocaust im 1939 bis 1945 besetzten Polen. Seine Forschungsergebnisse zeigen, dass unter der deutschen Besatzung Teile der polnischen Bevölkerung stärker in die Verfolgung von polnischen Juden einbezogen wurden, als das im Nachkriegspolen von der polnischen Geschichtspolitik wahrgenommen wurde. 2014 erhielt er eine Auszeichnung von Yad Vashem.
2016 stellte er eine Nachfrage zur Eröffnung des „Muzeum Polaków Ratujących Żydów podczas II wojny światowej im. Rodziny Ulmów w Markowej“ (Museum in Markowa für die Polen, die während des Zweiten Weltkriegs Juden gerettet haben). Es sei bei den historischen Forschungen die Frage ausgespart worden, welche Rolle der örtliche Polizist Włodzimierz Leś der polnischen Polizei im Generalgouvernement bei der Denunziation gespielt habe. Immerhin sei er später vom polnischen Widerstand wegen seiner Kollaboration erschossen worden.
Grabowski wurde 2017 wegen seiner Veröffentlichungen persönlich bedroht und zudem in einem offenen Brief an die Universität Ottawa, der von über einhundert polnischen Akademikern unterzeichnet wurde, angegriffen. Die Briefaktion ging von der nationalpolnischen Organisation „Reduta Dobrego Imienia – Polska Liga Przeciw Zniesławieniom“ (Schutz des guten Namens – Polnische Liga gegen Verleumdung) aus.
2020 wurde Grabowski in die Royal Society of Canada gewählt.
Grabowski spricht fließend Französisch, Englisch, Deutsch, Polnisch und Russisch, seine Artikel sind in wissenschaftlichen Zeitschriften auf Englisch, Französisch, Polnisch, Deutsch und Hebräisch veröffentlicht worden.

## Kontroverse
Grabowski und Barbara Engelking veröffentlichten 2018 gemeinsam das Buch Danach ist nur Nacht über das Schicksal der Juden in Polen während der deutschen Besatzung. Auf 1700 Seiten arbeitete die Studie heraus, dass polnische Zivilisten der deutschen Besatzung halfen, die aus Ghettos und Konzentrationslagern geflohenen Juden aufzuspüren und zu ermorden. Beide wurden verklagt; Klägerin war Filomena Leszczynska, eine Nichte des damaligen Bürgermeisters Edward Malinowski, dem die beiden Autoren vorgeworfen hatten, 22 Juden an die deutschen Besatzer verraten zu haben, die daraufhin hingerichtet wurden. Die Klägerin hatte argumentiert, dass Malinowski in einem Verfahren kurz nach dem Krieg von den Vorwürfen freigesprochen worden war. Am 9. Februar 2021 verurteilte ein polnisches Gericht Engelking und Grabowski zu einer öffentlichen Entschuldigung an die Klägerin. Das Urteil rief ein weltweites Echo hervor. Sprecher der Holocaust-Gedenkstätte Yad Vashem charakterisierten das Urteil als einen „ernsthaften Angriff auf die freie und offene Forschung“. Die Kontroverse entstand auch vor dem Hintergrund eines 2018 (Kabinett Morawiecki I) verabschiedeten, sehr umstrittenen Gesetzes, das „Angriffe auf den guten Namen der polnischen Nation“ unter Strafandrohung stellt. In diesem Gesetz sehen viele Kritiker den Versuch, die polnische Geschichte „weißzuwaschen“. Engelking und Grabowski gingen gegen das Urteil in Revision. Das Berufungsgericht in Warschau hob am 16. August 2021 das Urteil auf, weil es der Freiheit wissenschaftlicher Forschung sowie der Meinungsfreiheit widerspreche.
Am 30. Mai 2023 musste ein Vortrag Grabowskis im Deutschen Historischen Institut Warschau abgebrochen werden, nachdem der rechtsradikale polnische Politiker Grzegorz Braun die Mikrophonanlage zerstört hatte.

## Schriften (Auswahl)
- mit Barbara Engelking: Dalej jest noc. Losy Żydów w wybranych powiatach okupowanej Polski [Danach ist nur Nacht. Das Schicksal der Juden in ausgewählten Landkreisen des besetzten Polens.] Stowarzyszenie Centrum Badań nad Zagładą Żydów. Warschau 2018, ISBN 978-83-63444-60-0.
- Klucze i Kasa. Losy mienia żydowskiego w okupowanej Polsce, 1939–1945. Stowarzyszenie Centrum Badań nad Zagładą Warszawa, Warschau 2014, ISBN 978-83-63444-35-8.
- Judenjagd. Polowanie na Żydów, 1942–1945. Studium Dziejów Pewnego Powiatu. Stowarzyszenie Centrum Badań nad Zagładą Żydów, Warschau 2011, ISBN 978-83-932202-0-5.
  - Hunt for the Jews. Betrayal and Murder in German-Occupied Poland. Indiana University Press, 2013, ISBN 978-0-253-01074-2.
  - ציד היהודים; בגידה ורצח בפולין בימי הכיבוש הגרמני. Yad Vashem, Jerusalem 2016.
- Zarys Krajobrazu. Wieś polska wobec Zagłady, 1942–1945. Warschau 2011, ISBN 978-83-932202-4-3.
- mit Barbara Engelking: Żydowskich przestępców należy karać śmiercią! „Przestępczość“ Żydów w okupowanej Warszawie 1939–1942. IFiS PAN, Warschau 2010, ISBN 978-83-926831-7-9.
- Die anti-jüdische Politik im Regierungsbezirk Zichenau. In: Jochen Böhler, Jacek Mlynarczyk (Hrsg.): Der Judenmord in den eingegliederten polnischen Gebieten 1939–1945. Fibre, Osnabrück 2010, S. 99–117 (Übersetzung aus dem Polnischen, 2008).
- Rescue for Money: ‘Paid Helpers’ in Poland, 1939–1945. Yad Vashem, Jerusalem 2008, ISBN 978-965-308-325-7.
- „Ja tego Żyda znam!” Szantażowanie Żydów w Warszawie 1939–1943. Warschau 2004.
  - ’Je le connais, c’est un Juif!’ Varsovie 1939–1943. Le chantage contre les Juifs. éditions Calmann-Lévy, Paris 2008, ISBN 978-2-7021-3887-8.
- Historia Kanady. Prószyński i Spółka, Warschau 2001, ISBN 83-7255-044-1.